# Divisive
Divisive — восьмой студийный альбом американской метал-группы Disturbed. Он был выпущен 18 ноября 2022 года на лейбле Reprise Records. Анонс альбома состоялся 22 сентября 2022 года на официальном сайте группы. Альбом содержит гостевое участие от Энн Уилсон. Он следует за седьмым студийным альбомом группы Evolution, выпущенным в 2018 году.

## Синглы
Первый сингл из альбома называется «Hey You», он был выпущен 14 июля 2022 года. Сама песня, по словам Дэвида Дреймана, является криком возмущения по поводу зависимостей, а также утверждает, что это «призыв к пробуждению» для всего мира. Что касается звучания песни, то оно, как говорят, похоже на предыдущие альбомы группы, такие как The Sickness и Ten Thousand Fists. Второй сингл под названием «Unstoppable» был выпущен 24 сентября 2022 года вместе с подробностями о предстоящем альбоме, сам сингл назван «бомбическим животным» по утверждению NME.
Третий сингл, который так же является заглавным треком, был выпущен 28 октября 2022 года. Вокалист Дэвид Дрейман так отзывается о песне: «Заглавный трек и само название свидетельствуют о невероятно ужасном положении вещей, в котором мы живём. Это о том, как гиперполярность повлияла на всё, что люди делают в жизни. Люди зависимы от возмущения. Они пристрастились к поиску следующей вещи, которая выведет их из себя, чтобы они могли восторженно рассказать о ней в социальных сетях. Всё негативное получило укол стероидов». Гитарист Дэн Дониган добавляет: «Дэвид был в комнате, слушал, как я играю рифф, и сразу же влюбился в него. Это была одна из ранних задумок. Это здорово — быть лицом к лицу, потому что мы можем подпитываться друг от друга и видим уровень восторга».

## Отзывы
| Оценки критиков  | Оценки критиков |
| Источник         | Оценка          |
| ---------------- | --------------- |
| Blabbermouth.net | 8.5/10          |
| Heavy Magazine   | (Positive)      |
| Metal Hammer     | [ 14 ]          |
| Wall of Sound    | 7/10            |
| Sputnikmusic     | [ 16 ]          |
| Kerrang!         | [ 17 ]          |
| Allmusic         | [ 18 ]          |

В рецензии, опубликованной на сайте Wall of Sound, рецензент Рики Ааронс так отозвался о новом альбоме: «В целом, новый альбом Disturbed — это довольно хорошая запись. Великий ли он? Это мнение может вызвать разногласия». Далее он похвалил более тяжелый подход в альбоме.
Еще одна рецензия была написана Крисом Питерсом для журнала Heavy Magazine: «Да, Disturbed всегда будут продолжать делать то, что они хотят в музыкальном плане, но никогда не думайте, что это означает, что они становятся мягче. Долгожданное, если вообще не триумфальное, возвращение!».
Джо Дейли из Metal Hammer поставил альбому оценку 4 из 5 звезд в рецензии, опубликованной на сайте Louder Sound. Он сказал: «Поляризационные или нет, Disturbed вновь подтвердили свои права на трон современного металла, и Divisive, несомненно, порадует их существующих поклонников, а также привлечет новых».
В Blabbermouth.net оценили альбом в 8.5/10.

## Список композиций
Информация взята из Tidal.
| №                   | Название                                 | Автор(ы)             | Длительность |
| ------------------- | ---------------------------------------- | -------------------- | ------------ |
| 1.                  | «Hey You»                                | Disturbed            | 4:28         |
| 2.                  | «Bad Man»                                | Disturbed, Дрю Фульк | 3:22         |
| 3.                  | «Divisive»                               | Disturbed            | 3:59         |
| 4.                  | «Unstoppable»                            | Disturbed            | 3:58         |
| 5.                  | «Love to Hate»                           | Disturbed            | 3:37         |
| 6.                  | «Feeding the Fire»                       | Disturbed, Дрю Фульк | 4:19         |
| 7.                  | «Don’t Tell Me» (при участии Энн Уилсон) | Disturbed, Дрю Фульк | 4:32         |
| 8.                  | «Take Back Your Life»                    | Disturbed, Дрю Фульк | 2:58         |
| 9.                  | «Part of Me»                             | Disturbed            | 3:54         |
| 10.                 | «Won’t Back Down»                        | Disturbed, Дрю Фульк | 2:52         |
| Общая длительность: | Общая длительность:                      | Общая длительность:  | 37:59        |

## Участники записи
Информация взята из Tidal.

| Disturbed - Дэвид Дрейман — основной вокал, автор песен - Дэн Дониган — бэк-вокал, автор песен, гитара, бас-гитара, фортепиано, синтезатор - Майк Венгрен — бэк-вокал, автор песен, ударные, перкуссия - Джон Мойер — бас-гитара, автор песен | Другие участники - Wzrd Bld (наст. имя — Дрю Фульк) — продюсер, сведение, звукорежиссёр, автор песен - Трент Вудман — помощник звукорежиссёра, помощник по сведению - Тед Дженсен — мастеринг - Джефф Данн — сведение - Джейс Манн — звукорежиссёр (7) - Пол Мёрфи — звукорежиссёр (7) - Энн Уилсон — вокал, приглашенный артист (7) |

## Чарты
| Чарт (2022)                                   | Высшая позиция |
| --------------------------------------------- | -------------- |
| Австралия (ARIA)                              | 5              |
| Австрия (Ö3 Austria)                          | 11             |
| Бельгия/Фландрия (Ultratop)                   | 57             |
| Бельгия/Валлония (Ultratop)                   | 152            |
| Канада (Canadian Albums Chart)                | 9              |
| Нидерланды (Album Top 100)                    | 78             |
| Греция (IFPI)                                 | 51             |
| Финляндия (Suomen virallinen lista)           | 15             |
| Германия (Offizielle Top 100)                 | 9              |
| Венгрия (MAHASZ)                              | 12             |
| Новая Зеландия (RMNZ)                         | 7              |
| Польша (ZPAV)                                 | 37             |
| Шотландия (Scottish Albums Chart)             | 13             |
| Швейцария (Schweizer Hitparade)               | 11             |
| Великобритания (UK Albums Chart)              | 17             |
| Великобритания (UK Digital Albums Chart)      | 4              |
| Великобритания (UK Rock & Metal Albums Chart) | 2              |
| США (Billboard 200)                           | 13             |
| США (Billboard Top Alternative Albums)        | 1              |
| США (Billboard Digital Albums)                | 1              |
| США (Billboard Top Hard Rock Albums)          | 1              |
| США (Billboard Top Rock Albums)               | 3              |

## История выпуска
| Регион | Дата           | Лейбл   | Формат(ы)                                         | Издание     | Прим.  |
| ------ | -------------- | ------- | ------------------------------------------------- | ----------- | ------ |
| Разные | 18 ноября 2022 | Reprise | Цифровое скачивание, стриминг, CD и грампластинка | Стандартное | [ 46 ] |